# VF-14吸血鬼戰鬥機

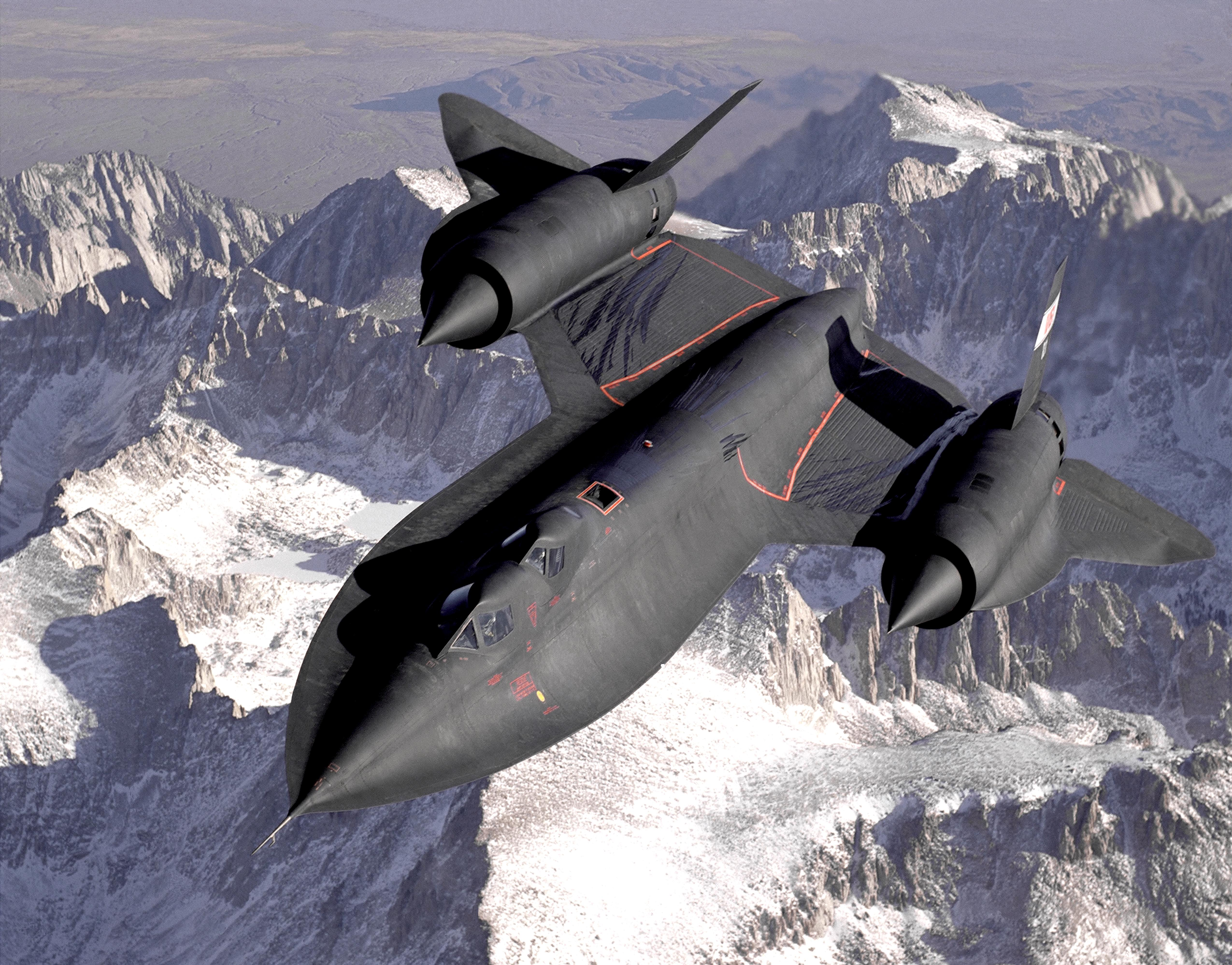
現實中的美軍SR-71黑鳥式戰略偵察機

VF-14吸血鬼戰鬥機是日本超時空要塞系列動畫動畫中與VF-11競標2030年代主力戰鬥機的失敗者。其設計與VF-4閃電式戰鬥機同樣修改自洛克希德公司的黑鳥式偵察機，命名則是援引自英國迪海維蘭公司於第二次世界大戰末期生產的吸血鬼戰鬥機。本機首次登場於Macross Plus，僅作為背景停放於新愛德華航空基地的停機坪上。之後，在Macross7中，則是以Fz-109的編號作為反派勢力的主力戰鬥機登場。由於在各系列作品中皆非主流機種，故甚少為一般觀眾所知悉。

## 概要
21世紀20年代，做為統合軍新一代主力的VF-4與VF-5000已逐漸汰換老舊的VF-1女武神陸續成軍。然而，由於VF-4的大氣圈內性能不盡人意，而VF-5000對宇宙作戰適應不良，故統合政府開始對新一代的通用機種展開招標，以取代以上兩者的任務。由通用銀河公司的VF-X-11及新星重工的YF-14吸血鬼競標，最後由前者勝出。
儘管VF-X-11贏得了競標的勝利，然而，卻並不代表其性能超越YF-14。除購置價格、生產性與維修性方面外。在最高速度及加速性能及航程等……各項性能方面，皆由YF-14領先。也就是看中了這一點，統合政府在選擇了VF-X-11之後，仍然購買了少量VF-14並做有限的配備，並配置於一部分以縮小化傑特拉帝人為主的宇宙調查船團及超長距離移民船團(如超時空要塞5號)。
VF-14於2030年停產後，地球統合軍方面仍將此機授權予部分其他性質之宇宙調查船團、殖民地船團群(如Meagroad-13宇宙調查船團)，所自行生產運用。

此外，VF-14亦有接受增加裝甲的改裝，改裝後的VF-14重新編號為VA-14獵人式，並將VA-14獵人式作為攻擊機使用。但因為前述的VA-14在設計之初有加增機體強化裝甲之故，使得此機的迴旋、加速性能均遠遜於VF-14一截。
VF-14吸血鬼式於2027年首飛，並正式於2028年開始服役、量產；更於隔年2029年在大漢行星(Planet Dahan)軌道上的防衛性戰鬥行動中初試啼聲，充分展現了其優秀的性能。
當時年輕的麥克斯夫婦與其養女莫拉米亞共同駕駛VF-14，進行保衛統合軍一枚自製人造衛星的任務，力抗另一批巨大化的傑特拉帝人部隊之入侵，並以此機的優異性能贏得了這場統合軍人造衛星保衛戰的勝利(Macross M3遊戲劇情)。
VF-14吸血鬼將繼續作為地球統合軍武裝部隊的主要戰鬥機/轟炸機，直到2042年最高級的VAB-2匿蹤轟炸機(原始設計參考修改於B-2轟炸機)取代它為止，並且VAB-2配備於以縮小化傑特拉帝人為主的殖民艦隊群(例如超時空要塞5號)。
但另一方面，原始惡魔也藉由2043年所擄獲於Megaroad-13宇宙調查船團上的VF-14，先將前述機型進行改良與仿製、試飛後，然後再行大量生產之，並賦予其為Fz-109之編號。
且由VF-14方面所仿製而來的Fz-109，與早年統合軍在新一代戰機競標中的優勝者：VF-11系列展開對抗，同樣也展現出了不凡的性能，並經常使統合軍VF-11系列機群陷於苦戰。
另外「超時空要塞7號」劇中與Fz-109齊名的Az-130方面，是往後原始惡魔大軍於其摧毀超時空要塞5號的任務當中，擄獲於超時空要塞5號機庫裡所停放之大批VA-14攻擊機群，而緊急改良仿製而來；並且其發動機、主翼方面都也有經過重新改良設計之，以利其於大氣圈內之機動性發揮。
但Az-130還是繼承了VA-14在宇宙區域作戰時，那種迴旋、超高速巡航性能均不足的缺點(因為機體強化裝甲有加增之故)。
而原始惡魔大軍也同時在往後於其摧毀超時空要塞5號的任務當中，擄獲了數量不少的VAB-2匿蹤轟炸機，並且將之仿製成FBz-99的型號。

## 釋注
1. ↑  擄獲機體資料

## 登場作品
- Macross Plus
- Macross 7
- Macross M3

## 相關機種
- VF-11雷霆式戰鬥機
- YF-19/VF-19王者之劍
- YF-21/VF-22雨燕
- SR-71黑鳥式偵察機

## 外部連結
- HAHQ上關於VF-14的資訊
- HAHQ上關於Fz-109的資訊
- UN Database上關於VF-14的資訊
- 大陸的Fz-109性能資料
- Macross Compedium的機械設定解說